# Estação Université-de-Montréal
A Estação Université-de-Montréal é uma das estações do Metrô de Montreal, situada em Montreal, entre a Estação Côte-des-Neiges e a Estação Édouard-Montpetit. Faz parte da Linha Azul.
Foi inaugurada em 04 de janeiro de 1988. Localiza-se no cruzamento do Boulevard Édouard-Montpetit com a Avenida Louis-Colin. Atende o distrito de Côte-des-Neiges–Notre-Dame-de-Grâce.